# Jan van der Heyden

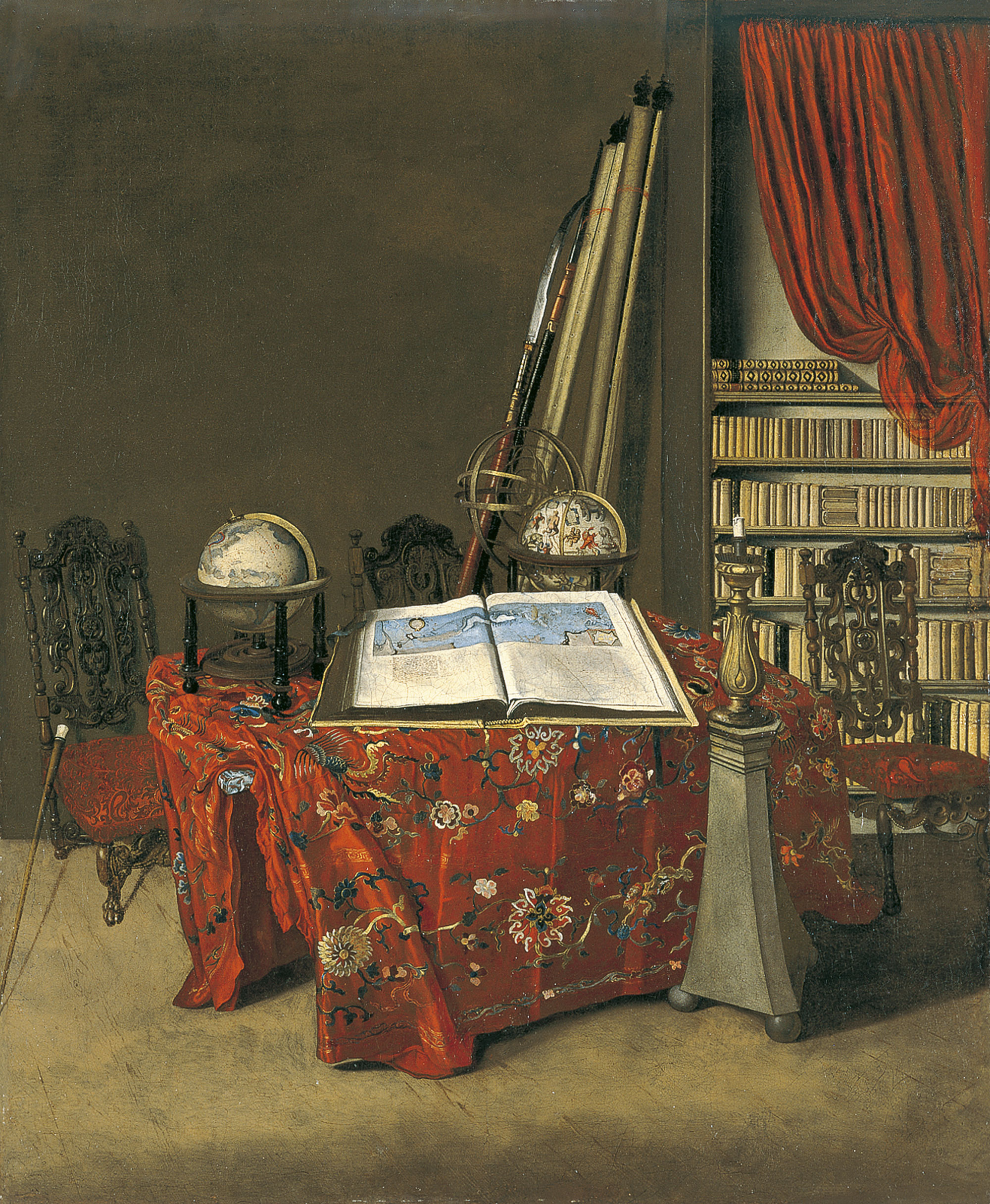
Rincón d'una biblioteca, oli sobre llenç, 77 x 63,5 cm, Madrid, Museu Thyssen-Bornemisza.

Jan van der Heyden (Gorinchem, 1637– Amsterdam, 1712) va ser un pintor barroc, dibuixant, gravador i inventor neerlandès.

## Biografia
Nascut a Gorinchem el març de 1637, on va aprendre a dibuixar d'un pintor de vidre, i el 1646 es va traslladar amb la seva família a Amsterdam on el seu pare es va registrar com a comerciant de gra. El 1656 apareix registrat a Amsterdam, amb residència a la plaça Dam. En contreure matrimoni amb Sara ter Hiel, natural d'Utrecht, el 28 de maig de 1661, es considerava pintor. Donades les relacions familiars de la seva esposa amb Emmerich i Wesel a Alemanya, va viatjar pels Països Baixos del Sud i la regió del Rin, segons demostren les seves obres, en les quals són reconeixibles paisatges urbans de Brussel·les, Colònia, Bonn, Xanten, Aquisgrà i Clèveris, a més d'Emmerich i Wesel.
El 1670 va ser nomenat superintendent municipal i amb el seu germà Nicolaes, enginyer hidràulic, va perfeccionar la màquina de bombament per a l'extinció d'incendis, sobre la qual va publicar un tractat el 1690 en el qual el va ajudar el seu fill més gran, Jan. Fins al 1672 va pintar amb Adriaen van de Velde, que va afegir les escenes de van der Heyden amb figures i efectes paisatgístics. També va idear un sistema d'il·luminació de la ciutat i, per encàrrec de l'ajuntament, va dissenyar els primers fanals instal·lats a Amsterdam. A causa d'això, va disminuir la seva productivitat.
Va morir el 28 de març de 1712 a la seva casa del Nieuwmarkt d'Amsterdam. Al cap de pocs dies va morir també la seva esposa, deixant a la seva casa més de setanta pintures.

## Obra

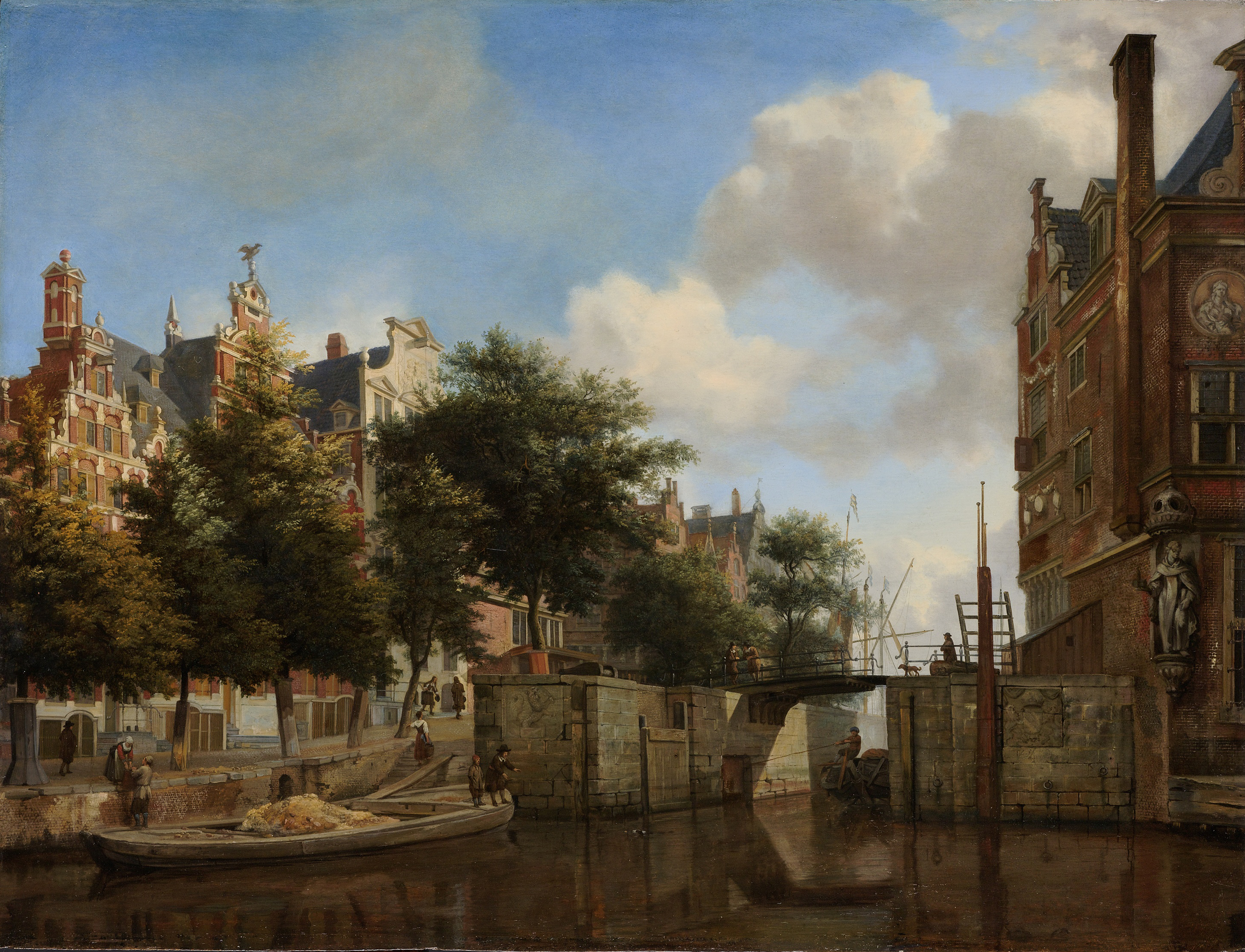
Vista d'Amsterdam amb cases en el Herengracht i el vell Haarlemmersluis, oli sobre taula, 44 x 57,5 cm, Amsterdam, Rijksmuseum.

Pintor de paisatges, vistes urbanes, bodegons i interiors, va col·laborar sovint amb altres pintors com Adriaen van de Velde o Johannes Lingelbach, que van incorporar les figures als seus paisatges urbans, composts de vegades com a agregats d'elements arquitectònics agafats de ciutats diverses.